# Maurizio Fardo
Maurizio Fardo (...) è un attore e doppiatore italiano.

## Biografia
Molto attivo nel cinema, televisione e teatro; tra i suoi film più importanti Un viaggio di paura di Giampaolo Santini, Tolgo il disturbo di Dino Risi, Io e mia sorella di Carlo Verdone e Noi uomini duri di Maurizio Ponzi.
In teatro, I nani e Victoria Station di Harold Pinter al Teatro Due di Roma e Un coperto in più di Maurizio Costanzo al Teatro in Trastevere.
Ha lavorato molto nel doppiaggio, dando voce a diversi attori americani, europei e anche sudamericani nelle telenovelas.
A metà degli anni novanta decide di abbandonare il mondo dello spettacolo.

## Filmografia

### Cinema
- Il bisbetico domato, regia di Castellano e Pipolo (1980)
- Viuuulentemente mia, regia di Carlo Vanzina (1982)
- Cicciabomba, regia di Umberto Lenzi (1982)
- Fuga dal Bronx, regia di Enzo G. Castellari (1983)
- Donna sola, regia di Peter Sasdy (1983)
- I predatori di Atlantide, regia di Ruggero Deodato (1983)
- Chi mi aiuta?, regia di Valerio Zecca (1984)
- Il tenente dei carabinieri, regia di Maurizio Ponzi (1986)
- Il messaggero, regia di Fred Williamson (1987)
- Noi uomini duri, regia di Maurizio Ponzi (1987)
- Good Morning Babilonia, regia dei fratelli Taviani (1987)
- Io e mia sorella, regia di Carlo Verdone (1987)
- Hemingway a Venezia, regia di Lorraine De Selle (1987)
- Obbligo di giocare, regia di Daniele Cesarano (1989)
- Il gatto nero, regia di Luigi Cozzi (1989)
- Non più di uno, regia di Berto Pelosso (1990)
- Tolgo il disturbo, regia di Dino Risi (1990)
- Caldo soffocante, regia di Giovanna Gagliardo (1991)
- Indio 2 - La rivolta, regia di Antonio Margheriti (1991)
- L'anno del terrore (The Year of the Gun), regia di John Frankenheimer (1991)
- Un viaggio di paura, regia di Giampaolo Santini (1992)

### Televisione
- La chambre des dames, regia di Yannick Andrei (1983)
- All'ombra della grande quercia, regia di Alfredo Giannetti (1984)
- Quei trentasei gradini, regia di Luigi Perelli (1984)
- Un uomo in trappola, regia di Vittorio De Sisti (1985)
- Attentato al Papa, regia di Giuseppe Fina (1986)
- Professione vacanze, regia di Vittorio De Sisti (1987) (Serie TV, 1ª stagione episodio 3)
- Nel gorgo del peccato, regia di Antonio Frazzi e Andrea Frazzi (1987)
- L'ombra della spia, regia di Alessandro Cane (1988)
- Big Man, regia di Steno (1988) (Serie TV, 1ª stagione episodio 1)
- Vita coi figli, regia di Dino Risi - miniserie TV (1991)
- L'ispettore Sarti, regia di Maurizio Rotundi (1991) (Serie TV, 1ª stagione episodio 2)
- Due vite, un destino, regia di Romolo Guerrieri (1992)
- Chi tocca muore, regia di Piernico Solinas (1992)
- Passioni, regia di Fabrizio Costa (1993)

## Teatro
- La brocca rotta di Heinrich von Kleist, regia di Bernardo Malacrida. Teatro Stabile di Como
- Harold e Maude di Colin Higgins, regia di Carlo Cotti. Compagnia Paola Borboni
- Il cavaliere dal pestello ardente di Francis Beaumont e John Fletcher, regia di Edmonda Aldini. Compagnia Aldini Del Prete
- I nani di Harold Pinter, regia di Marco Lucchesi. Teatro Due Roma
- Victoria Station di Harold Pinter, regia di Marco Lucchesi. Teatro Due Roma
- Un coperto in più di Maurizio Costanzo, regia di Aldo Giuffré. Teatro in Trastevere Roma

## Doppiaggio

### Cinema
- Kurt Russell in Tequila Connection
- Mel Gibson in Favole
- Samuel L. Jackson e Jake Steinfeld ne Il principe cerca moglie
- Brad Dourif ne Il colore della notte
- John C. McGinley in Point Break - Punto di rottura
- Michael McKean in Airheads - Una band da lanciare
- George Takei in Rotta verso l'ignoto
- Keith David in Analisi finale
- Daniel Hugh Kelly in L'innocenza del diavolo
- Miguel Ferrer in Fuoco cammina con me
- Patrick Wayne in Alibi seducente
- James Read in Spiagge
- Jason Alexander in Genitori cercasi
- Mandy Patinkin in Maxie
- John Howard in Un grido nella notte
- Mark Rolston ne Le ali della libertà
- Nick Chinlund in Arma letale 3
- Tony Todd ne Il corvo - The Crow
- John Lurie in L'ultima tentazione di Cristo
- Daniel Jenkins in Vietnam - Verità da dimenticare

### Televisione
- Mathieu Carrière in I promessi sposi
- John M. Jackson in Trappola per i genitori - Vacanze hawaiane
- Eriq La Salle in Madre a tutti i costi
- Tony Danza in Taxi
- Miguel Ferrer ne I segreti di Twin Peaks
- Ryan Michael in It

### Telenovelas
- Jorge Martínez in Manuela, La donna del mistero, La donna del mistero 2,  Micaela, Maria (ridoppiaggio)
- Marcelo Alfaro in Vendetta di una donna
- Hector Pomilla in Soledad
- Alfredo Adame in La mia seconda madre
- Reginaldo Faria in Vite rubate

### Cartoni animati
- Testu Imugashi in Koseidon